# Dolichopoda makrykapa
Dolichopoda makrykapa är en insektsart som beskrevs av Boudou-saltet 1980. Dolichopoda makrykapa ingår i släktet Dolichopoda och familjen grottvårtbitare. Inga underarter finns listade i Catalogue of Life.